# 债务塔

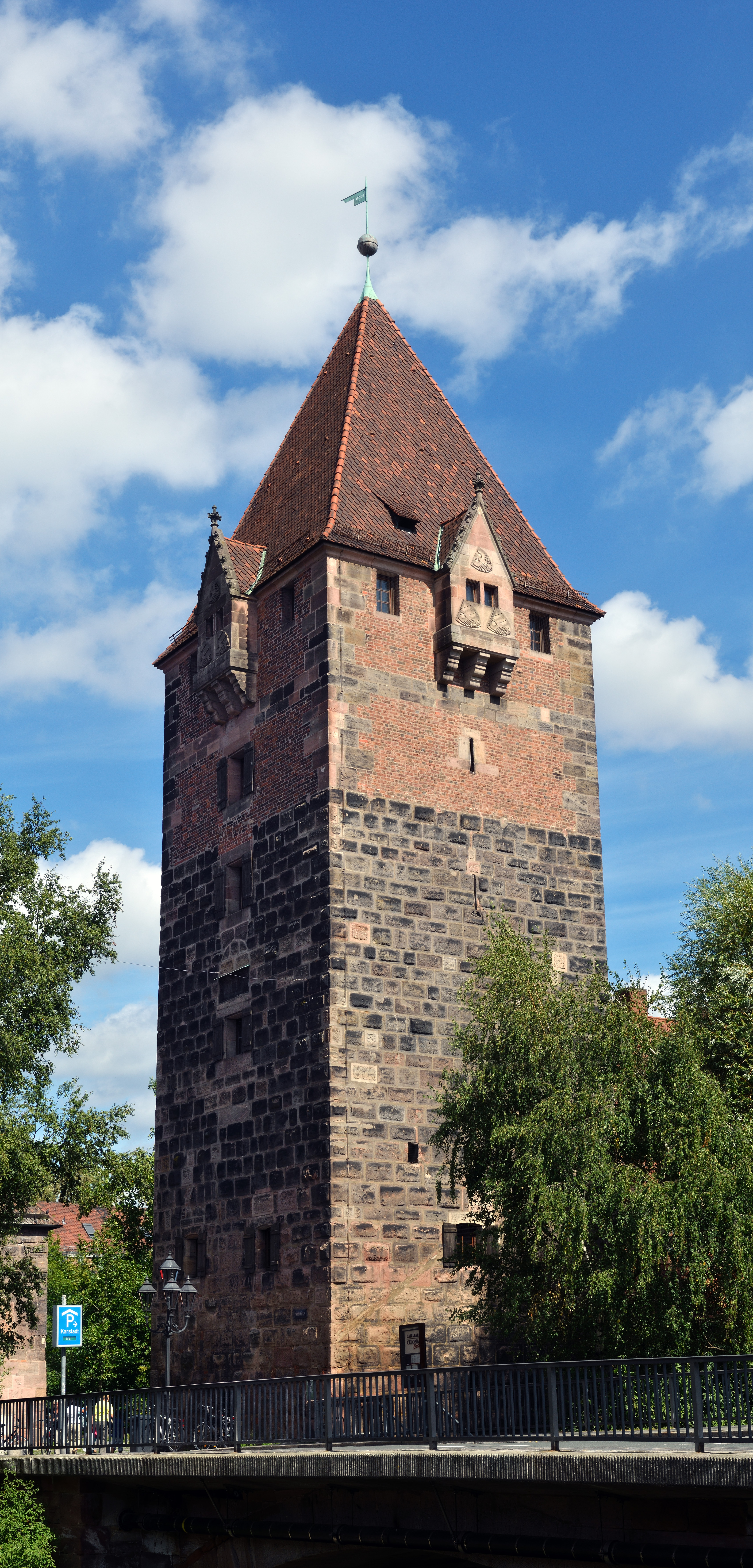

债务塔（Schuldturm）是原纽伦堡城墙的一座塔楼，位于塞巴尔德老城区的舍特岛上。它和劳弗·施拉格塔（Laufer Schlagturm）、白塔（Weißer Turm）是纽伦堡现存为数不多的塔楼之一。

## 历史
这座塔建于1323年，由当地建筑师斯特罗默建造，位于舍特岛（Insel Schütt）。纽伦堡由帝国城市改属巴伐利亚后，曾计划将其拆除，以防止纽伦堡市民的反抗。
过去，与今干草桥（Heubrücke），原名债务塔桥（Schuldturmbrücke）相连的有两座塔楼，这座塔是其中之一。城墙全部完成后，两座塔楼被改建为债务人监狱，还被用作精神病患者所谓的"傻子哈乌斯林"（Narrenhäuslein）。现存的债务塔称为男子债务塔（Männerschuldturm），而佩格尼茨河南岸的塔楼称为女子债务塔（Frauenschuldturm）。纽伦堡归属巴伐利亚后不久，就将女子债务塔拆除。

## 著名囚犯
- 汉斯四世·斯特罗默（1517-1592年），议员、法官、贵族，1559年因叛国罪和不雅言论被判处无期徒刑。作为一名贵族，他有一个要求，每天得到两根香肠，费用由纽伦堡市承担。据说这个要求实现了33年，直到在他自杀为止。

- 克里斯蒂安·路德维希·考利茨（1693-1744年）在债务塔监狱服刑23年后去世。他创作了干草桥对面的女子债务塔和圣灵医院的画作。